# Aponogeton queenslandicus
Aponogeton queenslandicus là một loài thực vật có hoa trong họ Aponogetonaceae. Loài này được H.Bruggen mô tả khoa học đầu tiên năm 1969.